# Monte Terminillo
De Monte Terminillo (2216 m) is een berg in de Centrale Apennijnen. De berg maakt deel uit van de subgroep Monti Reatini en ligt op 20 km afstand van Rieti en 100 km van Rome.
Gedurende de winter wordt er op de hellingen van de berg volop gewintersport. Er zijn acht skiliften die tussen de 1500 en 2108 meter liggen. Op de hellingen liggen skipistes met een totale lengte van zo'n 40 kilometer. Daarnaast is er nog ongeveer 20 kilometer loipes te vinden. De Monte Terminillo is gemakkelijk vanuit Rieti te bereiken over de SS4bis die voert naar de Sella di Leonessa.
Op 13 februari 1955 stortte op de bergflank Sabena-vlucht 503 neer. Het vliegtuig werd pas na 8 dagen teruggevonden. Alle 29 inzittenden kwamen om het leven.